# NGC 3269
NGC 3269 ist eine Balken-Spiralgalaxie vom Hubble-Typ SABa im Sternbild Antlia am Südsternhimmel. Sie ist schätzungsweise 158 Millionen Lichtjahre von der Milchstraße entfernt, hat einen Durchmesser von etwa 115.000 Lj und ist Mitglied des Antlia-Galaxienhaufens welcher wiederum dem Hydra-Centaurus-Superhaufen angehört.
Im selben Himmelsareal befinden sich u. a. die Galaxien NGC 3267, NGC 3268, NGC 3271, IC 2584.
Das Objekt wurde  am 1. Mai 1834 vom britischen Astronomen John Herschel entdeckt.